# Louis Billera
Louis Joseph Billera (12 de abril de 1943) é um matemático estadunidense, professor da Universidade Cornell.

## Formação e carreira
Billera obteve um Ph.D. na Universidade da Cidade de Nova Iorque em 1968, orientado conjuntamente por Moses Richardson e Michel Balinski.
Foi palestrante convidado do Congresso Internacional de Matemáticos em Hyderabad (2010: Flag enumeration in polytopes, Eulerian partially ordered sets and Coxeter groups).
Recebeu o Prêmio Fulkerson de 1994 por seu artigo Homology of smooth splines.
Em 2012 foi eleito fellow da American Mathematical Society.

## Publicações selecionadas
- Louis Billera, "Homology of smooth splines: Generic triangulations and a conjecture of Strang", Transactions of the American Mathematical Society 310 (1988). 325–340.
- Louis Billera, Anders Björner, Curtis Greene, Rodica Simion, Richard P. Stanley (eds.): New Perspectives in Algebraic Combinatorics, MSRI Publications, Cambridge University Press 1999, http://library.msri.org/books/Book38/